# Acoetes flagelliformis
Acoetes flagelliformis is een borstelworm uit de familie Acoetidae. Het lichaam van de worm bestaat uit een kop, een cilindrisch, gesegmenteerd lichaam en een staartstukje. De kop bestaat uit een prostomium (gedeelte voor de mondopening) en een peristomium (gedeelte rond de mond) en draagt gepaarde aanhangsels (palpen, antennen en cirri).
Acoetes flagelliformis werd in 1949 voor het eerst wetenschappelijk beschreven door Wesenberg-Lund.